# Camila und Mariana Dávalos
Camila und Mariana Dávalos (* 8. September 1988 in Lexington (Kentucky), Vereinigte Staaten) sind zwei kolumbianische Fotomodels und Fernsehmoderatorinnen.

## Leben
Die nicht eineiigen Zwillingsschwestern übersiedelten bereits als Kleinkinder nach Kolumbien und wuchsen in Medellín auf. Dort begannen sie im Alter von zehn Jahren ihre Modelkarriere. Im Jahre 2009 gelang Camila und Mariana Dávalos in ihrer Heimat der Durchbruch, als sie die Gesichter für den Unterwäschekatalog des einheimischen Modelabels Bésame wurden. Im Jahre 2010 zierten sie auch den Bésame-Jahreskalender. Seitdem treten beide regelmäßig als Zwillingspaar für Fotosessions gemeinsam vor die Kamera. Gelegentlich nehmen sowohl Camila als auch Mariana Einzelaufträge an, letztere beispielsweise für die März-2011-Ausgabe der mexikanischen Maxim.
Einhergehend mit ihrer im lateinamerikanischen Raum rasch ansteigenden Popularität wurden die Dávalos-Zwillinge auch vor Fernsehkameras geholt, etwa in SoHo TV 2010. Als Gastgeberinnen führten Camila und Mariana Dávalos zeitweilig durch die Fernsehshow Rumbas de la Ciudad. Mariana nahm überdies Ende 2010 an der Reality-Show La Granja Tolima teil, schied aber frühzeitig aus.
Während Mariana Dávalos weiterhin in Medellin wohnt, lebt Camila mit ihrem Sohn Samuel in Miami.